# 8985 Tula
8985 Tula (1978 PV3) là một tiểu hành tinh vành đai chính được phát hiện ngày 9 tháng 8 năm 1978 bởi N. S. Chernykh và L. I. Chernykh ở Đài vật lý thiên văn Crimean.